# Банту Мзвакалі
Банту Мзвакалі (англ. Bantu Mzwakali, нар. 9 листопада 1993, Кейптаун) — південноафриканський футболіст, півзахисник грузинського клубу «Діла».
Виступав, зокрема, за клуб «Аякс» (Кейптаун).

## Ігрова кар'єра
Народився 9 листопада 1993 року в місті Кейптаун. Вихованець футбольної школи клубу «Аякс» (Кейптаун). Дорослу футбольну кар'єру розпочав 2013 року в основній команді того ж клубу, в якій провів п'ять сезонів, взявши участь у 99 матчах чемпіонату. 
Згодом з 2018 по 2023 рік грав у складі команд «Чиппа Юнайтед», «Бідвест Вітс», «Кейп Умойя Юнайтед», «Браге», «Морока Своллоуз», «Руставі» та «Шукура».
До складу клубу «Діла» приєднався 2023 року. 